# 科瓦利 (霍羅爾區)
49°48′59″N 33°26′53″E / 49.81639°N 33.44806°E
科瓦利（烏克蘭語：Ковалі），是烏克蘭中部的村莊，隸屬波爾塔瓦州的盧布尼區。該村處於霍羅爾河左岸，距離梅柳什基和新阿夫拉米夫卡0.5公里，海拔高度99米，2001年人口781。